# Andrzej Stano
Andrzej Stano syn Jerzego z Nowotańca herbu Gozdawa – prawnik, podczaszy lwowski 1642–1651, podkomorzy sanocki od 1651, marszałek koronacyjny Wisznia 1649, w 1658 wystawił kościół w Rudkach.